# William Darlington

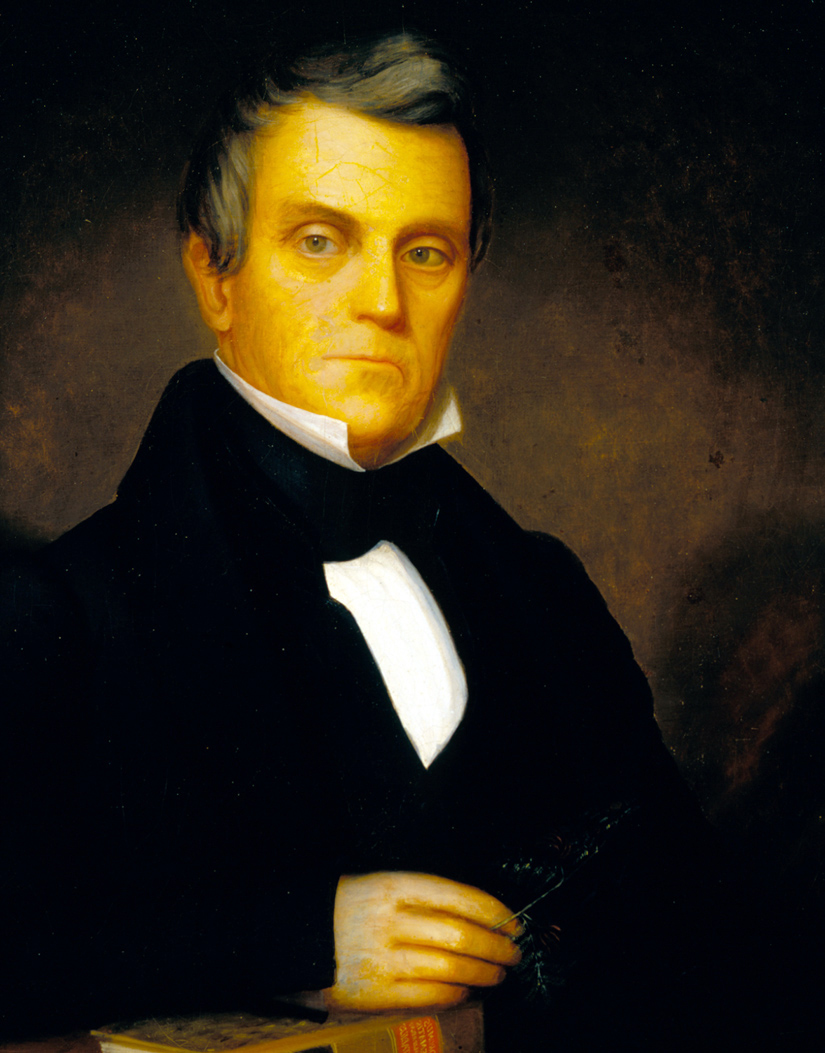
William Darlington

William Darlington (* 28. April 1782 in Birmingham, Chester County, Pennsylvania; † 23. April 1863 in West Chester, Pennsylvania) war ein US-amerikanischer Politiker. Zwischen 1815 und 1817 sowie nochmals von 1819 bis 1823 vertrat er den Bundesstaat Pennsylvania im US-Repräsentantenhaus.

## Werdegang
William Darlington war ein Cousin von Edward Darlington (1795–1884) und von Isaac Darlington (1781–1839) sowie ein Cousin zweiten Grades von Smedley Darlington (1827–1899), die allesamt Kongressabgeordnete aus Pennsylvania waren. Er besuchte die Friends School in Birmingham und wuchs auf einer Farm auf. Danach war er als Botaniker tätig; sein botanisches Autorenkürzel lautet „Darl.“.
Nach einem Medizinstudium an der University of Pennsylvania in Philadelphia und seiner 1804 erfolgten Zulassung als Arzt begann er in diesem Beruf zu arbeiten.
Im Jahr 1806 wurde er Schiffsarzt im südostasiatischen Raum. Bereits 1807 kehrte er nach Pennsylvania zurück, wo er sich in West Chester als Arzt niederließ. Zu Beginn des Britisch-Amerikanischen Krieges stellte er eine Freiwilligeneinheit aus seiner Heimat auf. Während des Krieges war er Major in einem Regiment, das aus Kriegsfreiwilligen bestand. Politisch wurde er Mitglied der Demokratisch-Republikanischen Partei.
Bei den Kongresswahlen des Jahres 1814 wurde Darlington im zweiten Wahlbezirk von Pennsylvania in das US-Repräsentantenhaus in Washington, D.C. gewählt, wo er am 4. März 1815 die Nachfolge von Samuel Henderson antrat. Bis zum 3. März 1817 konnte er zunächst eine Legislaturperiode im Kongress absolvieren. Im Jahr 1818 wurde er erneut in das US-Repräsentantenhaus gewählt, wo er am 4. März 1819 seinen Cousin Isaac Darlington wieder ablöste, der zwei Jahre zuvor sein Nachfolger geworden war. Nach einer Wiederwahl konnte er bis zum 3. März 1823 im Kongress verbleiben. 1823 wurde er zum Mitglied der American Philosophical Society gewählt.
1825 wurde William Darlington Kanalbeauftragter seines Staates. Später wurde er Präsident der West Chester Railroad Co. Im Jahr 1826 gründete er die Natural-History Society in West Chester. Außerdem verfasste er mehrere Bücher zu den Themen Botanik und Naturgeschichte. Von 1830 bis 1863 war er zunächst einer der Direktoren und dann Präsident der National Bank of Chester County. Er starb am 23. April 1863 in West Chester.
Der Botaniker John Torrey gab 1850 Darlington zu Ehren der Kobralilie den Namen Darlingtonia.